# Bộ Phi Yên
Bộ Phi Yên (tiếng Hán: 步非烟, bính âm: Bu Fei Yan) tên thật là Tân Hiểu Quyên (辛晓娟), sinh ngày 11 tháng 7 năm 1981 tại Thành Đô, tỉnh Tứ Xuyên, là một nhà văn nữ của dòng tác phẩm kiếm hiệp hiện đại, cụ thể là kiếm hiệp kỳ ảo. Cô được giới hâm mộ tặng biệt danh là "Bắc đại tài nữ".
Tên tuổi của cô được xếp vào nhóm tác giả "Thần Châu tân ngũ hiệp", 5 đại diện xuất sắc mới nổi của dòng tiểu thuyết kiếm hiệp Trung Quốc. Tác phẩm "Kiếm hiệp tình duyên" của cô đã được Kingsoft Group phát triển thành game cùng tên (còn được biết đến với tên gọi Võ Lâm Truyền Kỳ III) song song với quá trình xuất bản sách. Năm 2004, sau khi tác phẩm Tu La đạo của cô xuất hiện trên tạp chí kiếm hiệp đã gây nên nhiều chú ý. Từ đó, cô đã ký với nhà xuất bản Thế kỷ XXI một hợp đồng trị giá 2 triệu nhân dân tệ tiền bản quyền xuất bản trong bốn năm mọi tác phẩm của cô. Đưa tên tuổi cô vào trong danh sách "Câu lạc bộ nhà văn triệu phú" của Trung Quốc.
Bộ Phi Yên từng một số phát ngôn tranh cãi với Kim Dung trên phương tiện truyền thông. Kim Dung có nhận xét rằng: "Tôi đã đọc các truyện của cô ấy, đây là truyện khoa học viễn tưởng, không phải tiểu thuyết võ hiệp".

## Sự nghiệp
Bộ Phi Yên tốt nghiệp khoa văn Đại học Bắc Kinh năm 2003, sau đó bảo vệ xuất sắc luận văn thạc sĩ về văn học cổ đại vào năm 2006. Năm 2012, cô được trao bằng tiến sĩ của Đại học Bắc Kinh.
Sự nghiệp sáng tác của Bộ Phi Yên bắt đầu từ năm 2004. Trong vòng một năm, cô có nhiều tác phẩm được đăng trên các tạp chí Kim cổ truyền kỳ võ hiệp, Kim cổ truyền kỳ huyền ảo, Võ hiệp cố sự, Tân võ hiệp. Năm 2005, cô bắt đầu phát hành sách xuất bản, giành được nhiều ủng hộ và đánh giá cao của độc giả.

## Bút danh
Bộ Phi Yên vốn là tên một mỹ nhân bạc mệnh đời Đường. Chữ Bộ trong "Thiên hạ độc bộ", Phi trong "Phi phi diệu cảnh", Yên trong "Yên hoa đỉnh thịnh".

## Giải thưởng
- Giải nhì cuộc thi tiểu thuyết võ hiệp sinh viên toàn quốc 2004
- Giải Thần Châu kỳ hiệp Ôn Thụy An 2004
- Giải võ hiệp văn học Huỳnh Dị 2005 và 2006
- Giải Ba cuộc thi Văn học Võ hiệp Xưa & Nay 2006 với tác phẩm Mạn Đà La.[3]

## Tác phẩm
| - Hoa Âm hệ liệt, gồm: Tử chiêu thiên âm Phong nguyệt liên thành Bỉ ngạn thiên đô Hải chi yêu Mạn Đà La Thiên kiếm luân Tuyết giá y Phạm hoa trụy ảnh - Võ lâm khách sạn hệ liệt, gồm: Nhật diệu quyển Nguyệt khuyết quyển Tinh liên quyển - Côn Luân truyền thuyết hệ liệt, gồm: Côn Luân kiếp hôi Nguyệt ảnh truyền thuyết Thiên tẫn vân thương - Thiên vũ hệ liệt, gồm: Ma Vân thư viện Long ngự tứ cực Mị nguyệt Táng tuyết | - Cửu khuyết mộng hoa hệ liệt, gồm: Giải ưu đao Tuyệt tình cổ - Mân Côi đế quốc hệ liệt, gồm: Đoạ thiên sử chi tâm Phan đa lạp chi hạp Kinh cức điểu chi quan - Thất tông tội hệ liệt, gồm: Thanh loa kế Đoạ thiên dực Linh lung tâm Đinh hương thiệt Xuân thông chỉ Âm nhĩ phong - Nhân gian lục đạo chi Tu La đạo - Kiếm hiệp tình duyên - Huyền vũ thiên công - Long chi vũ dực |  |